# (5557) Chimikeppuko
(5557) Chimikeppuko es un asteroide perteneciente al cinturón de asteroides descubierto el 7 de febrero de 1989 por Kin Endate y el también astrónomo Kazuro Watanabe desde el Observatorio de Kitami, Hokkaidō, Japón.

## Designación y nombre
Designado provisionalmente como 1989 CM1. Fue nombrado Chimikeppuko por el pequeño lago ubicado en Tsubetsu, una ciudad localizada en la parte oriental de Hokkaido. Con alrededor de 12 km de circunferencia, el lago está rodeado por un bosque virgen de color verde oscuro. Es el lugar de anidación de muchas aves silvestres y famoso como lugar de observación de aves.

## Características orbitales
Chimikeppuko está situado a una distancia media del Sol de 2,539 ua, pudiendo alejarse hasta 2,933 ua y acercarse hasta 2,145 ua. Su excentricidad es 0,155 y la inclinación orbital 5,915 grados. Emplea 1478,21 días en completar una órbita alrededor del Sol.

## Características físicas
La magnitud absoluta de Chimikeppuko es 12,9. Tiene 7,1 km de diámetro y su albedo se estima en 0,291. 